# Ingersheim (Niemcy)

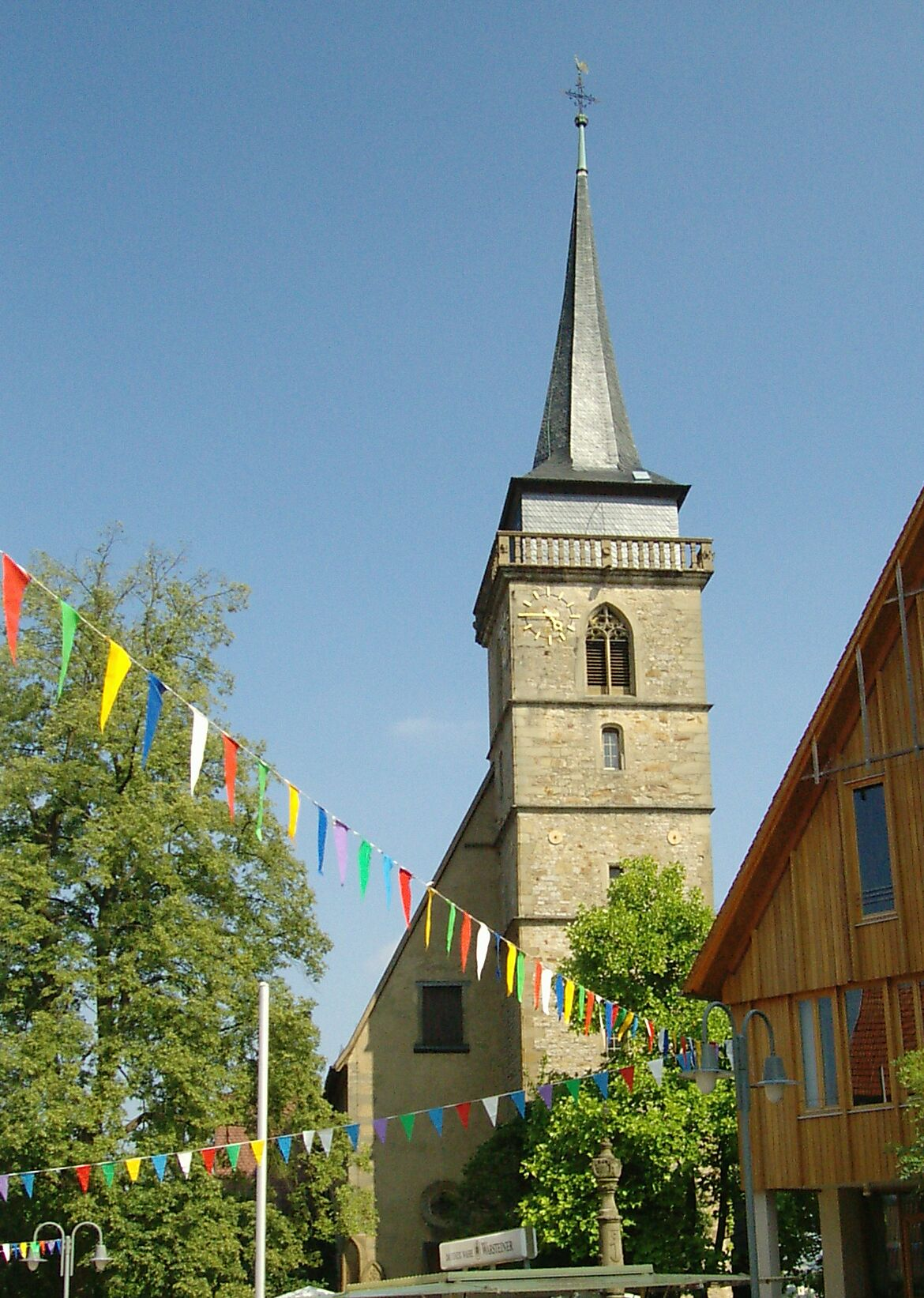
Kościół pw. św. Marcina (St. Martin)

Ingersheim – miejscowość i gmina w Niemczech, w kraju związkowym Badenia-Wirtembergia, w rejencji Stuttgart, w regionie Stuttgart, w powiecie Ludwigsburg, wchodzi w skład wspólnoty administracyjnej Bietigheim-Bissingen. Leży nad Neckarem, ok. 8 km na północ od Ludwigsburga.